# Florometra mariae
Florometra mariae is een haarster uit de familie Antedonidae.
De wetenschappelijke naam van de soort werd in 1907 gepubliceerd door Austin Hobart Clark. Clark vernoemde de soort naar Mary W. Clark, met wie hij een jaar eerder in het huwelijk was getreden.